# Edificis al carrer Bartolomé José Gallardo 1, 3 i 5 d'Alcoi
Els edificis al carrer Bartolomé José Gallardo 1, 3 i 5, situats a la ciutat d'Alcoi (l'Alcoià), País Valencià, són uns edificis residencials d'estil modernista valencià construïts l'any 1905, que van ser projectats per l'arquitecte contestà Timoteo Briet Montaud.
Aquest grup d'edificis d'habitatges es projecten l'any 1905 en simetria, amb un edifici central en pedra i els dos que el flanquegen, en color verd.
L'arquitecte Timoteo Briet Montaud, assaja en les façanes dels números 1 i 5 amb taulells, fet poc usual en el modernisme alcoià. La decoració és senzilla, s'aprecia en les línies corbes i sinuoses de les rematades.
El campus d'Alcoi de la Universitat Politècnica de València, després de l'adequació de la fàbrica de Ferràndiz i Carbonell, ocupa actualment el número 5 del conjunt d'edificis.